# 第40砲兵連隊 (フランス軍)
第40砲兵連隊（だいよんじゅうほうへいれんたい、40e régiment d'artillerie：40e RA）は、マルヌ県Suippesに駐屯する、フランス陸軍の自走砲連隊である。かつては第1機械化歩兵旅団の隷下にあったが、2015年7月21日をもって同旅団が解隊されたため、現在は第2機甲旅団の隷下となっている。
兵種は砲兵、伝統的区分も砲兵である。

## 沿革
- 1894年：第40砲兵連隊が編成される。
- 1914年：マルヌ会戦に参加。
- 1915年：シャンパーニュ会戦に参加。
- 1916年：ヴェルダン会戦に参加。
- 1917年：ソンム会戦に参加。

## 最新の部隊編成
- 連隊本部
- 本部管理中隊
- 砲兵情報中隊

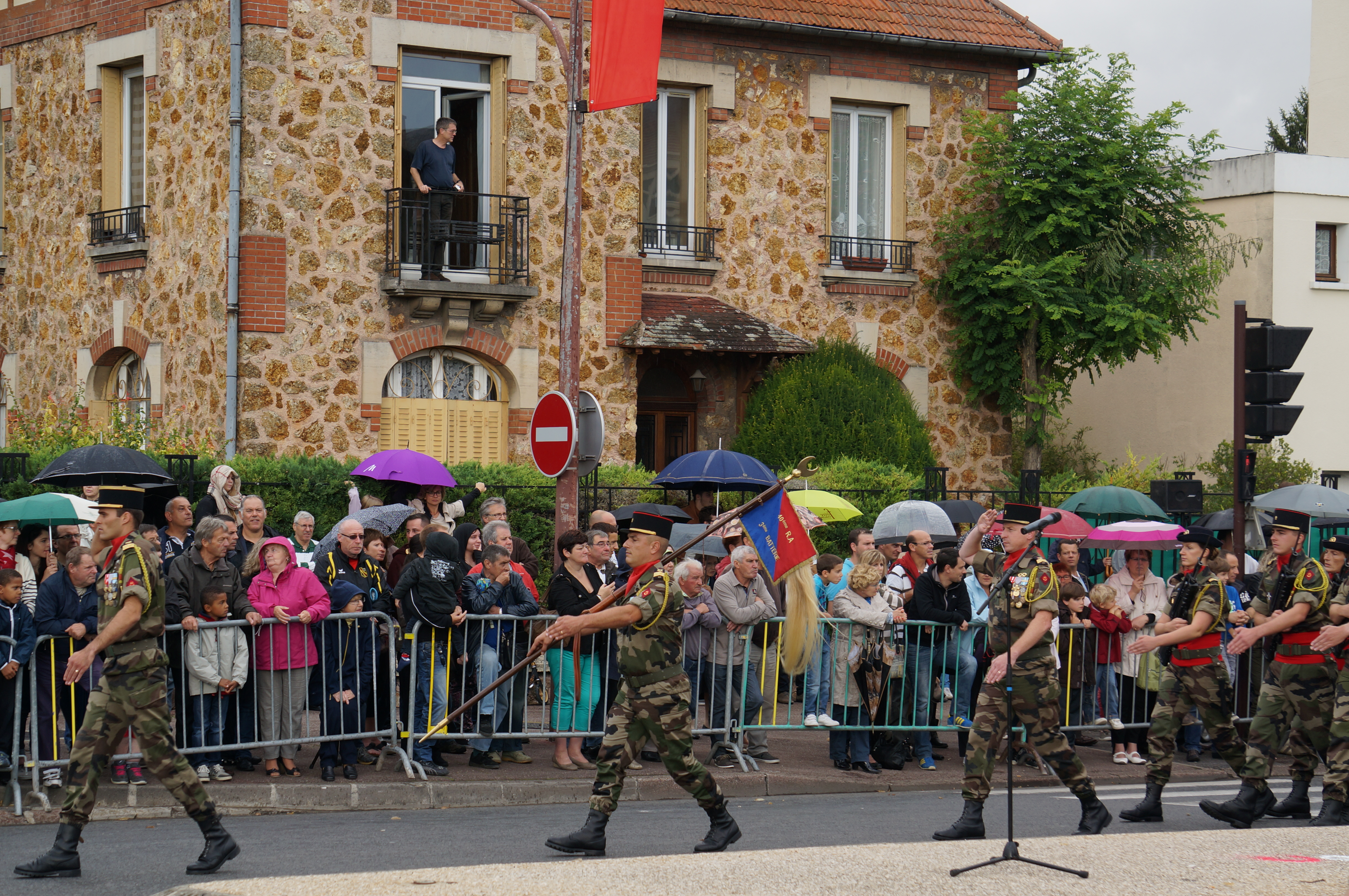

- 管理支援中隊（武器・車両・通信の整備など）
- 第1中隊 - AuF1
- 第2中隊 - AuF1
- 第3中隊 - AuF1
- 第4中隊 - AuF1

### 定員
連隊の人員構成としては、将兵900名、軍属70名の、合計約1,000名からなる。
AuF1が32両、カエサルシステム4門、牽引砲4門、重迫撃砲16門を装備する。

## 主要装備
- GIAT BM92-G1
- FA-MAS
- AA-52
- 12.7mm重機関銃
- AuF1
- カエサル 155mm自走榴弾砲
- TRF1
- RTF1 120mm迫撃砲
- VOA（砲兵観測車）
- PCR（気象レーダー）
- VAB
- P4